# Устинов, Павел Геннадьевич
Па́вел Генна́дьевич Усти́нов (род. 26 декабря 1995, Дудинка) — российский актёр театра и кино. 
Его арест во время одного из политических протестов в Москве 3 августа 2019 вызвал большой резонанс среди российских деятелей искусства и общественных активистов, которые потребовали от властей освободить Устинова. Их требование было удовлетворено отчасти, и 30 сентября 2019 года Мосгорсуд изменил приговор Павлу Устинову с 3,5 лет лишения свободы на 1 год условно.

## Биография
Родился 26 декабря 1995 года в многодетной семье в городе Дудинка Красноярского края. Окончил обучение на хореографическом отделении в Детской школе искусств города Дудинка с красным дипломом. Танцевал в хореографическом ансамбле «Жемчужина Заполярья». Выпускник «Высшей школы сценических искусств» Константина Райкина, художественный руководитель курса — Сергей Шенталинский.
Павел проходил срочную службу в 21-й бригаде оперативного назначения в поселке Софрино с 2017 по 2018 гг., служил в Росгвардии срочную службу один год, стоял в оцеплении на акциях протеста.
В 2019 году Павел Устинов прошёл отбор и был принят в труппу МХАТ им. М.Горького.

### Задержание
3 августа 2019 года, по собственным заявлениям, Павел Устинов договорился со своим другом о встрече у станции метро «Пушкинская». Примерно в 15:30 Павел пришел на встречу, а в это время там проходила несогласованная акция протеста на Пушкинской площади. Павел стоял у выхода из станции метро «Пушкинская» смотря в телефон. Неожиданно к нему подбежали 4 сотрудника ОМОНа и задержали его, уже после задержания жестоко избив дубинками с целью причинения боли и телесных повреждений. В процессе задержания один из сотрудников — Александр Лягин, заявил, что якобы повредил себе плечо. Официальное обвинение звучит следующим образом: «…Устинов П. Г. совершил применение насилия, опасного для здоровья, в отношении представителя власти в связи с исполнением им своих должностных обязанностей». Павел Устинов был заключен под стражу и содержался в ФКУ СИЗО-4 УФСИН России.
16 сентября 2019 года Тверской районный суд города Москвы, в составе судьи Алексея Криворучко, без изучения видеозаписей происшествия приговорил Павла Устинова к 3,5 годам лишения свободы с отбыванием наказания в колонии общего режима.
20 сентября 2019 года после общественной кампании в поддержку Павла Устинова, Генеральная прокуратура выдвинула ходатайство об смягчении приговора, изменении меры пресечения Павлу Устинову на подписку о невыезде.
30 сентября 2019 года Мосгорсуд изменил приговор Павлу Устинову с 3,5 лет лишения свободы на 1 год условно.

### Общественный резонанс
На следующий день, после оглашения приговора в Тверском районном суде, ряд медийных личностей вступились за актёра и запустили флэшмоб «Я/Мы Павел Устинов»: Александр Паль, Александр Петров, Максим Галкин, Павел Деревянко, Александра Бортич, Никита Кукушкин, Юлия Пересильд, Гарик Харламов, Никита Ефремов, Данила Козловский, Константин Богомолов, Сергей Безруков — и многие другие. 18 сентября 2019 возле администрации президента России пришло несколько одиночных пикетов в поддержку Устинова и других арестованных по московскому делу.
Также в поддержку Павла Устинова начали выступать театры. После спектаклей актёры в знак солидарности к коллеге по профессии, выходили на сцену и рассказывали о произошедшем. Также к акции в поддержку Павла присоединились педагоги, врачи, священники.
Дело Павла Устинова — один из немногих случаев в России, когда уже приговоренного к реальному сроку человека отпускают под подписку о невыезде.

### Адвокаты
Интересы защиты с самого начала представлял адвокат Дмитрий Чешков. С содержания Павла в ИВС до сегодняшнего дня. Позже, перед освобождением Павла под подписку о невыезде, по просьбе Константина Райкина и по просьбе сестры Павла Устинова Юли, в дело вступает адвокат Анатолий Кучерена, он будет помогать основному адвокату Дмитрию Чешкову.

### Вторжение России на Украину (2022)
12 октября 2022 года был мобилизован и отправлен во Владимирскую область для подготовки к участию во вторжении на территорию Украины. Сам актер высказался о своей мобилизации одобрительно: «Если война придет в наш дом, будет поздно. За нами стоят семьи, жены, родители, дети, которые могут оказаться в большой опасности, если бездействовать <…> Целостность территорий должна быть в сохранности, и если стране для этого понадобились дополнительные силы, то другого выхода быть не может».

## Роли в сериалах
На российском телевидении Павел Устинов дебютировал в телесериале «Морозова», режиссёра Ивана Щеголева, в эпизодической роли — Данилы.
Следующая роль Павла Устинова — американский солдат, в телесериале «Трейдер», режиссёра Anthony Waller.

## Роли в кино
В российском кинематографе Павел Устинов дебютировал с эпизодической ролью — конвойный, в фильме режиссера Егора Абраменко «Спутник», в котором также снялись Федор Бондарчук, Оксана Акиньшина, Петр Фёдоров.
Чуть позже принял участие в съёмках фильма Жоры Крыжовникова «Лёд 2» в роли сотрудника проката коньков.

## Театральные работы
21 июля 2020 года был принят в труппу МХАТ им. Горького.
Московский художественный академический театр им. М.Горького:
- 2020 — «Я уведу тебя из прошлого» (поэтический спектакль по стихотворениям Елены Исаевой; режиссёр — Сергей Глазков) — актёр

- 2020 — «Лавр» (по одноимённому роману Е. Г. Водолазкина; постановка Эдуарда Боякова и Сергея Глазкова) — Калачник Прохор

- 2020 — «Вишневый сад» (по одноимённой пьесе А. П. Чехова; постановка н.а. РФ Валентина Клементьева) — Ермолай Лопахин

Новый театр:
- 2022 — «Бессмертный голос»; постановка Эдуарда Боякова и н.а. РФ Валентина Клементьева) — Солдат

## Фильмография
| Год       |   | Название          | Роль                      |
| --------- | - | ----------------- | ------------------------- |
| 2017      | с | Морозова          | Данила                    |
| 2019—2021 | с | Трейдер           | Американский солдат       |
| 2020      | ф | Спутник (Sputnik) | Конвойный                 |
| 2020      | ф | Лёд 2             | Сотрудник проката коньков |
| 2022      | с | Жизнь по вызову   | Фотограф Паша             |

## Клипы
• На-Хит — Будь собой — 2020